# Eriocaulon sachalinense
Eriocaulon sachalinense är en gräsväxtart som beskrevs av Kingo Miyabe och Takenoshin Nakai. Eriocaulon sachalinense ingår i släktet Eriocaulon och familjen Eriocaulaceae.

## Underarter
Arten delas in i följande underarter:
- E. s. pallescens
- E. s. sachalinense